# …實難挽回
〈…實難挽回〉（英語：...And the Bag's in the River）是美國電視劇《絕命毒師》第一季的第三集。由該劇的主創兼節目統籌文斯·吉利根編劇，亞當·伯恩斯坦執導，故事主要講述華特（布萊恩·克萊斯頓飾演）仍舊為自己是否執行殺人一舉所苦，直到最後因一個關鍵的事物而做出了決定。該集2008年2月10日在AMC首播，並取得了外界的普遍好評。

## 劇情
華特和傑西清理了埃米利歐（Emilio）的血肉殘渣，而瘋狂小八（Krazy-8）則在地下室恢復了意識。在與華特交談時，瘋狂小八透露傑西告訴了他和埃米利歐關於華特的個人生活。然後，華特在傑西吸毒時和他發生衝突，後者譴責了華特沒有遵守「扔硬幣」的約定，最後開車離開。同時，史凱勒告訴瑪麗（Marie），她正在構想一個新的小說故事，當中有一個吸毒的人物，並向她詢問有關大麻的問題。雖然史凱勒堅持說她只是在講關於自己的故事，但瑪麗則將此解讀成史凱勒是在暗示小華特（Walter Jr.）在吸食大麻。瑪麗要漢克嚇嚇小華特，並將他帶到一家汽車旅館，以證明冰毒是如何腐蝕一名妓女的牙齒。
華特打電話給史凱勒，為自己的遲到深表歉意，並聲稱自己在洗車場加班而未回家。但史凱勒卻表示自己知道他在兩週前就已辭職，便憤怒地告訴他不准回家。華特在衡量自己殺死瘋狂小八會帶來的後果，並在拿三明治給對方吃時卻突然在地下室昏了過去，同時也打破了盤子。恢復意識後，華特向瘋狂小八透露他患有肺癌。在與瘋狂小八交談並似乎與他打好關係之後，華特決定放他自由。華特在拿大鎖的鑰匙時，卻發現盤子的破碎片缺了一塊。這使他無奈地用其摩托車大鎖將瘋狂小八絞喉而窒息死亡，華特的右腿也因此被對方藏起來的碎片刺傷。華特回到家後，發現史凱勒坐在床上哭，並表示自己有話和她說。
另一方面，漢克和幾名DEA探員在沙漠中發現了瘋狂小八的車子，且該處疑似是個製毒的地點。在車內，他們發現了由華特製作的一小袋冰毒，同時也從原住民那發現了上一集的女孩所發現的防毒面具。

## 反響
〈…實難挽回〉在美國首播時的收視率達1.08（即108萬名觀眾），並在影評界普遍獲得了正面的評價。IGN網站的塞思·阿米汀（Seth Amitin）給了該集8.9的高分（滿分10分），他在評論中寫道：「如果您將每部電視節目的每一集都放到一起，然後將其捲成一顆大球，我們懷疑您會拿出華特殺了瘋狂小八來當作電視上激烈的那1分鐘。」影音俱樂部網站的唐娜·鮑曼（Donna Bowman）給了再度給了該劇「A-」的好評，她表示：「我很愛如上所述的那些沉重內容，但這也是充滿搞笑氛圍的一集。」

## 外部連結
- 在《絕命毒師》官方頁面上的《…實難挽回》 （页面存档备份，存于）
- 互联网电影数据库上…實難挽回的资料（英文）